# Saint-Barthélemy, Manche
Saint-Barthélemy är en kommun i departementet Manche i regionen Normandie i norra Frankrike. Kommunen ligger i kantonen Mortain som tillhör arrondissementet Avranches. År 2022 hade Saint-Barthélemy 338 invånare.

## Befolkningsutveckling
Antalet invånare i kommunen Saint-Barthélemy
| Referens: INSEE |